# Clarence Kolster
Clarence Kolster est un monteur américain, né le 6 septembre 1895 et mort le 6 mai 1972.

## Filmographie partielle
- 1926 : Broken Hearts of Hollywood de Lloyd Bacon
- 1930 : Trois de la cavalerie (Troopers Three) de B. Reeves Eason et Norman Taurog
- 1931 : The Painted Desert de Howard Higgin
- 1931 : Frankenstein de James Whale
- 1933 : Les Veuves de La Havane (Havanna Widows) de Ray Enright
- 1934 : J'écoute (I've Got Your Number) de Ray Enright
- 1934 : Ondes d'amour (Twenty Million Sweethearts) de Ray Enright
- 1934 : Le Cabochard (The St. Louis Kid) de Ray Enright
- 1940 : Brother Rat and a Baby de Ray Enright
- 1940 : An Angel from Texas de Ray Enright
- 1942 : Les Écumeurs (The Spoilers) de Ray Enright
- 1948 : The Woman in White de Peter Godfrey
- 1950 : Barricade de Peter Godfrey
- 1951 : Sugarfoot d'Edwin L. Marin
- 1952 : La Vallée des géants (The Big Trees) de Felix E. Feist
- 1953 : Le Bagarreur du Pacifique (South Sea Woman) d'Arthur Lubin
- 1954 : Terreur à l'ouest (The Bounty Hunter), d'André de Toth
- 1957 : Le Vengeur (Shoot-Out at Medicine Bend) de Richard L. Bare